# Андел (станція метро)
50°04′15″ пн. ш. 14°24′14″ сх. д. / 50.07083° пн. ш. 14.40389° сх. д.
«Андел» (чеськ. Anděl — ангел) — станція празького метрополітену, відкрита 2 листопада 1985 року. Знаходиться на лінії B між станціями «Сміховське надражі» і «Карлово наместі».
До 1990 року називалася «Московська» (чеськ. Moskevská). Побудована за участю радянських архітекторів, в оформленні використані мотиви станцій московського метро «Серпуховська» і «Боровицька». Одночасно з цією станцією в Москві чеськими архітекторами була побудована станція «Празька».
Перейменована на честь однойменного кварталу у районі Сміхов, який у свою чергу носить назву на честь фрески 19 ст. «У золотого янгола» на одному з будинків.

## Характеристика станції
«Андел» — пілонна станція, глибина закладення — 35,4 м, довжина — 145,7 м, трисклепінна з однією острівною платформою
Станція обладнана двома виходами, що ведуть відповідно в два підземні вестибюлі. Один з вестибюлів знаходиться поруч з торговим центром «Новий Сміхов» («Nový Smíchov»), а інший поруч із автобусною зупинкою На Кніжеці («Na Knížecí»), через яку проходить безліч автобусних маршрутів.

### Повінь 2002 року
Станція в 2002 році була залита водою. Відкриття відбулося наприкінці того ж року, що і станції «Карлово наместі». Вода потрапила на колії станції «Сміховське надражі» саме звідси.

## Фотографії

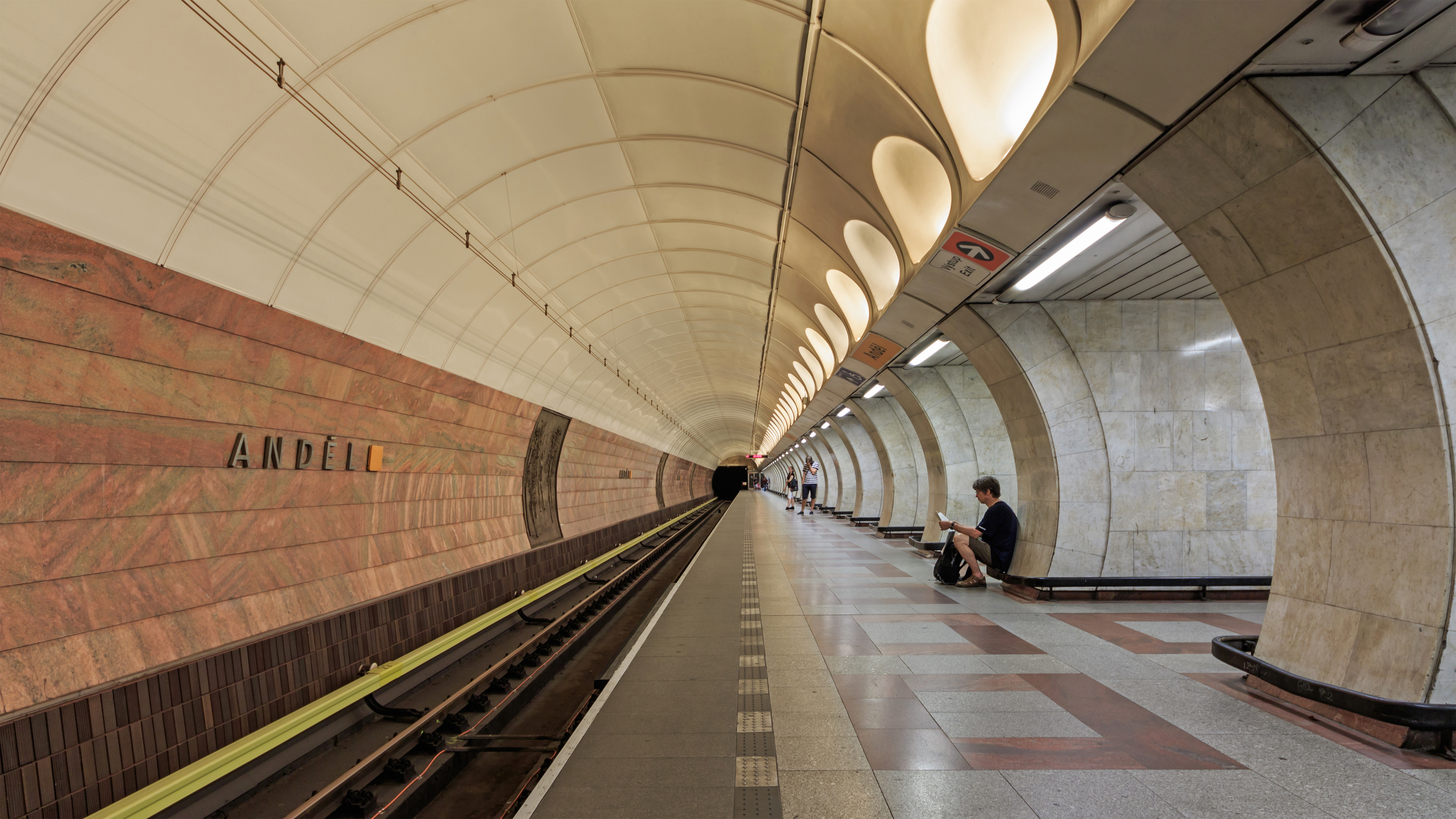
Платформа
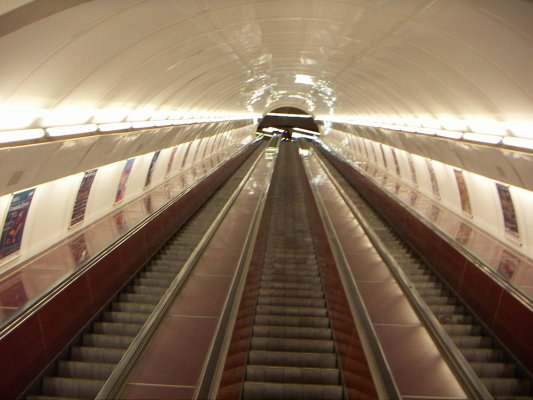
Ескалатори
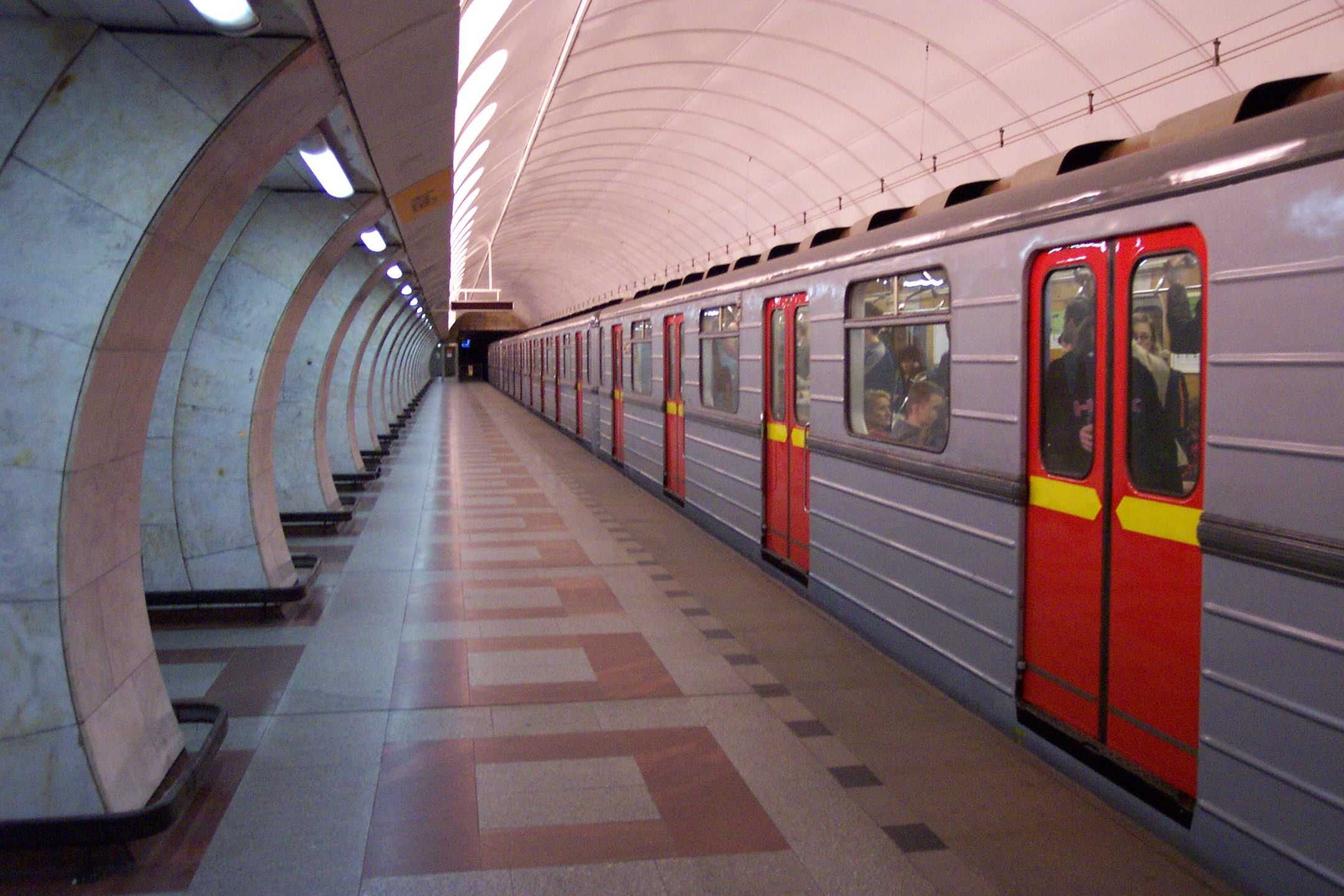
Поїзд на станції метро Андел
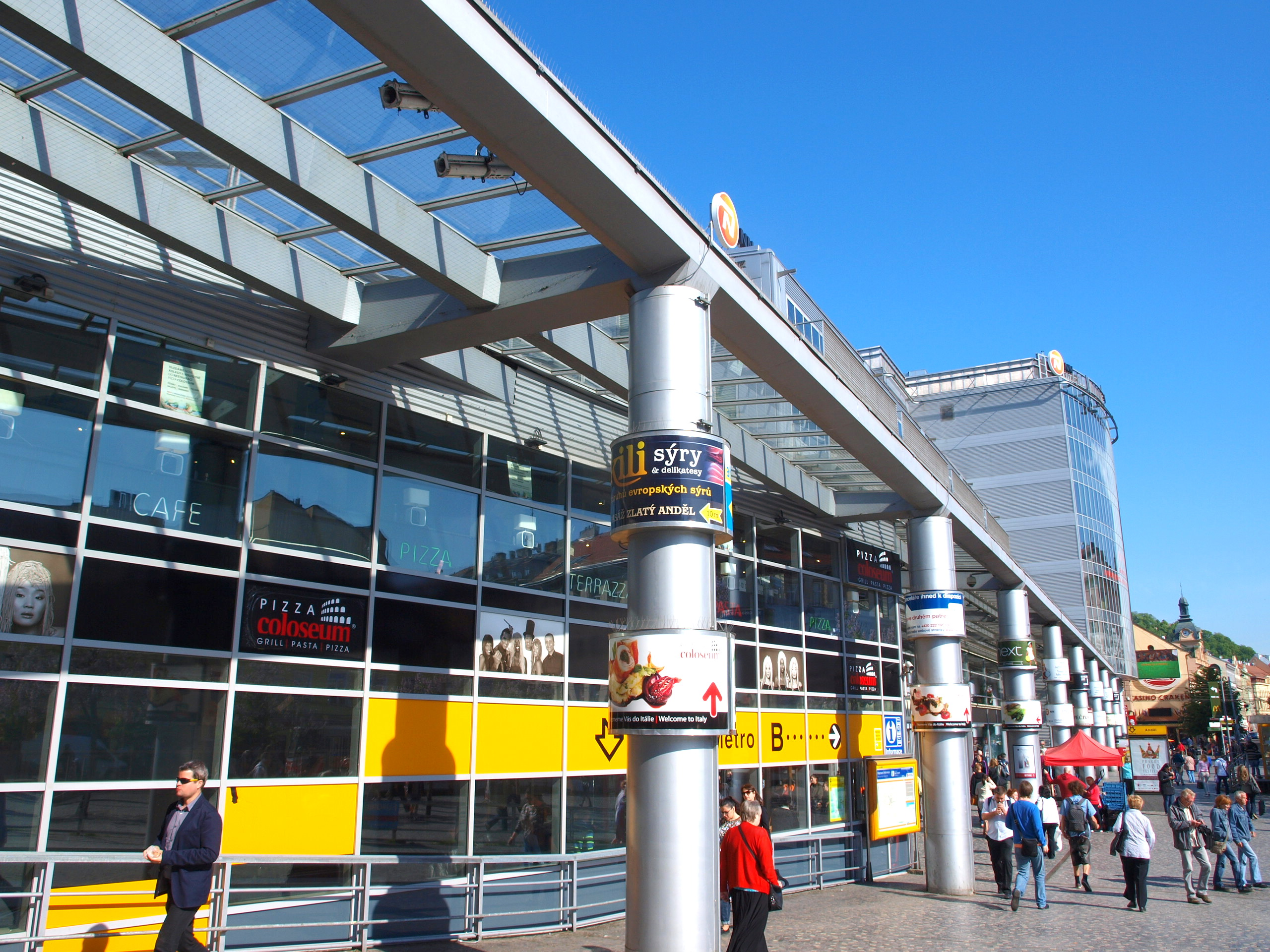
Вестибюль станції метро Андел
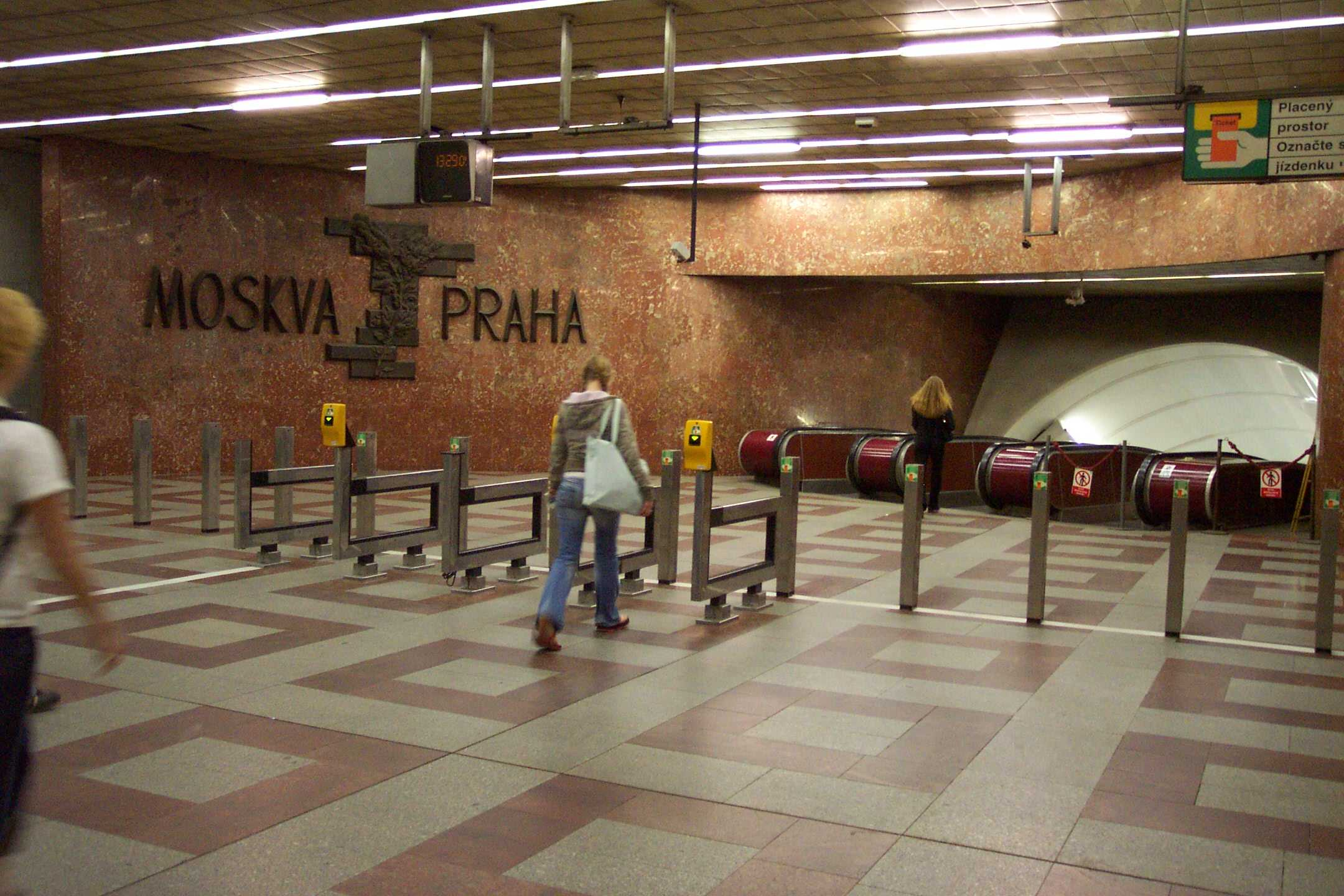
Інтер'єр вестибюля